# Gran Teatro de Chongqing
El Gran Teatro de Chongqing es un recinto de artes escénicas en Chongqing (China), situado frente al Yangtsé. Su ubicación, en conjunto con la vista panorámica urbana y su arquitectura distintiva, hacen del edificio uno de los iconos de la ciudad. Finalizado en 2009, en su interior alberga dos salas de conciertos donde se celebran con regularidad óperas, obras de teatro, conciertos y exhibiciones.

## Arquitectura
El edificio, de 64 m de altura, cuenta con siete plantas y dos pisos subterráneas. Está asentado sobre una plataforma de piedra y tiene una superficie de 66 700 metros cuadrados y una superficie construida de 104 500. La estructura exterior está compuesta por paneles de vidrio esmerilado de color verde claro. De acuerdo a la revista Baumeister, la forma escalonada de la fachada genera que la luz penetre desde el interior hacia el exterior, lo que, aunado al reflejo del sol, las nubes y el agua, causa un efecto de luz cambiante.
Bajo la fachada de vidrio se encuentran dos salas de conciertos con dos vestíbulos, situadas en el eje longitudinal. En el centro hay una la sala de exposiciones, que une ambos vestíbulos. La de mayor tamaño cuenta con 1830 asientos —incluyendo un foso de orquesta con 88— y alberga óperas, danzas, ballets y sinfonías a gran escala. La sala mediana tiene 930 asientos —75 de los cuales están en el foso— y es el escenario de obras de teatro y conciertos.

## Concepción

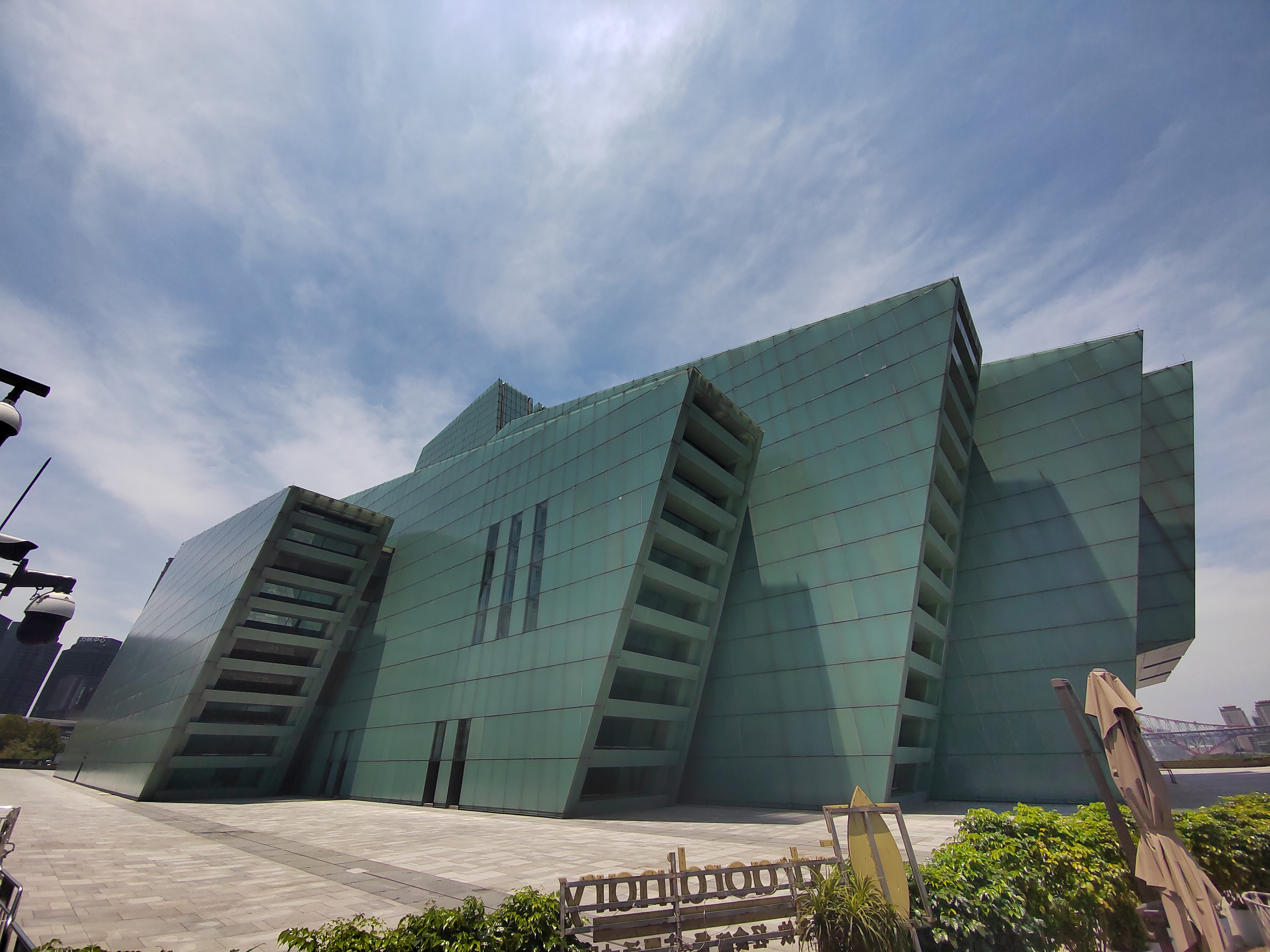
Vista de la fachada del edificio, diseñado por la firma Gerkan, Marg und Partner.

La firma de arquitectura Hassel participó en el concurso internacional de diseño para el nuevo teatro. Esta marca proyectó una auditorio de 1800 asientos y una sala de recitales de 800, que iban a estar conectados mediante una plaza con techo acristalado. El objetivo era facilitar el movimiento peatonal desde el muelle del río Jialing hasta el distrito comercial central de Jianbei.
Finalmente, en 2004 la firma alemana Gerkan, Marg und Partner ganó el concurso. El edificio fue diseñado por Meinhard von Gerkan y Nikolaus Goetze, con colaboración de Klaus Lenz, bajo la temática «velas perdidas en un cielo sin límites» y proyectando una forma similar a un barco. La construcción comenzó en 2005 y terminó en 2009. Los costos totales ascendieron a 16 000 millones de yuanes.